# Seguin de Badefol
Pour les articles homonymes, voir Seguin.
Seguin III de Badefol est un chef « routier », né en 1330 au château de Badefols et mort empoisonné le 18 janvier 1366 à Pampelune ou Falces.

## Biographie
Fils de Seguin Gontaut de Badefols  et de Marguerite de Bérail, périgourdin comme Arnaud de Cervole, on lui donna le sobriquet de Chopi ou Chopin, sobriquet qui signifie "boiteux", très certainement à la suite d'une anomalie physique[réf. à confirmer].
Il entre au service des godons et combat à leurs côtés lors de la bataille de Poitiers en 1356. Quelque temps après il se trouve à la tête de 3000 mercenaires, toujours au service des anglais. 
Après le traité de Brétigny, signé le 8 mai 1360, les mercenaires se retrouvent sans emploi, et se regroupent en Grandes compagnies qui pillent pour survivre. Seguin reste à la tête des hommes qu'il a mené lors des hostilités, en incorpore certainement d'autres, et pille la région de Nîmes, de Beaucaire, d'Avignon, rançonne Alès puis prend la route du Velay, où il pille entre autres l'abbaye de Doue, le bourg de Vals, la ville de Monistrol, et incendie Montfaucon-en-Velay ; d'autres s'attaquent, en 1361, au Monastier puis Brives, mais échouent devant Le Puy-en-Velay et Saint-Paulien.
Il se lie avec Perin de Sasine, dit Petit-Meschin, qui combattit aux côtés de Du Guesclin après avoir été son valet d'armes,[réf. à confirmer]. Ensemble, à la tête de 15000 hommes, ils remportent contre l'armée du roi de France la Bataille de Brignais (6 avril 1362). Seguin est l'âme de cette victoire. Rien ne peut désormais arrêter les "Grandes compagnies" en général, et la sienne en particulier, trop puissante. 
Accompagné de son ami Bertucat d'Albret, il prend Montbrun, ravage la région de Saint-Flour, rançonne Murat, pille l'Aubrac alors que son frère Thonet s'occupe du Causse de Sauveterre.
Dans le courant de l'année 1363, le pape excommunie tous les chefs routiers, ce qui ne trouble pas Seguin qui prend Brioude le 13 septembre, ville qui va lui  servir de base et d'où partiront de nombreux raids : régions du Puy, de La Chaise-Dieu, de Clermont, Riom, Issoire, Vodable. L'armée de Seguin compte alors entre 5000 et 6000 hommes et est employée quelque temps par Charles II de Navarre (dit Le Mauvais à partir du XVIe siècle, à la suite des écrits d'un chroniqueur espagnol). Puis elle quitte Brioude à la suite d'une convention conclue à Clermont le 21 mai 1364, et marche sur Mâcon qui est rançonnée. Anse est prise en novembre et sert de nouvelle base d'où sera rançonnée ou pillée la région. Revenant de Lombardie, de nombreux routiers "Tard Venus" la rejoignent. Plus de soixante châteaux sont pris lors de cette expédition[réf. à confirmer] : Alès, Montbrun, Murat, Monts d'Aubrac, Brioude, Issoire, Clermont, Thiers, Riom, Vichy, Le Puy-en-Velay, La Chaise-Dieu, Brive, Montferrand, Montbrison, Roanne...
Le roi charge Bertrand Du Guesclin de mettre de l'ordre dans le pays en emmenant avec lui les "routiers" participer à la Première guerre civile de Castille. Courant juillet 1365, Seguin s'engage envers le pape Urbain V à rendre Anse aux chanoines de Saint-Jean, comtes de Lyon qui en étaient les seigneurs, moyennant l'absolution et une somme de 40 000 florins. Il s'engage en outre à partir en Espagne, et consent en garantie de l'exécution de cette clause à livrer son père et son frère  comme otages à Avignon. À bout d'arguments le Pape paya le chef des routiers pour le déloger, et le chapitre de Saint-Jean reprit possession d'Anse en août 1365.
Avant de suivre Du Guesclin, Seguin prend la direction du Royaume de Navarre pour réclamer un arriéré de solde à Charles "le Mauvais", ainsi qu'un château. Ce dernier  trouve plus simple une autre solution, et Seguin meurt le 18 janvier 1366, empoisonné à Falces après avoir mangé des fruits confits.

## Sources
- Georges Bordonove, Les Rois qui ont fait la France - Les Valois - Charles V le Sage, t. 1, Pygmalion, 1988.
- Chroniques de Froissart Volume 6